# Hammel-Voldby Pastorat
Hammel-Voldby pastorat er et pastorat i Folkekirken under Århus Stift. Pastoratet omfatter to sogne. Der er to sognepræster tilknyttet pastoratet. Det er i øjeblikket (pr.1.1.2008) Ole Hyldegaard Hansen (kirkebogsfører) og Ann Vendeltorp.